# Городков, Василий Николаевич
Васи́лий Никола́евич Городко́в (12 марта (27 февраля) 1914, Гусь-Хрустальный — 3 июня 1997, Брянск) — советский архитектор XX века, один из активнейших участников послевоенного восстановления Брянска, заслуженный архитектор России (1995). Автор ряда зданий и памятников, ныне являющихся объектами историко-культурного наследия.

## Биография
Родился 12 марта (27 февраля) 1914 года в городе Гусь-Хрустальный Владимирской губернии. После окончания Академии Художеств (1939) и Московского архитектурного института (1948) был направлен на работу в Брянск, которому посвятил всю оставшуюся жизнь.
По проектам В. Н. Городкова осуществлено строительством свыше 80 объектов жилых и общественных зданий в Брянске и области. По замыслам архитектора формировалось нынешнее «лицо» и основная планировочная структура центра Брянска. В числе его лучших построек — Дом книги, областная библиотека, Центральный универмаг, Курган Бессмертия, мемориальный комплекс «Партизанская поляна» и другие.
В 1950-1960-е годы Городковым были разработаны проектные предложения по реконструкции и реставрации исторических усадебных комплексов Брянщины, в том числе широко известных усадеб в сёлах Красный Рог и Овстуг.
В. Н. Городков стал единственным брянским архитектором, который в советский период способствовал возрождению памятников храмовой архитектуры — Воскресенской, Петропавловской, Спасо-Гробовской и Тихвинской церквей, украшающих теперь центр Брянска. Он также является автором проекта первого из новоосвящённых храмов Брянщины — Преображенского храма в Дятькове (1990).
Книги по истории архитектуры, десятки научных статей и публикаций, педагогическая деятельность в Брянском технологическом институте, живопись и архитектурная графика, проектно-планировочные работы в Брянске и за его пределами, проекты восстановления и реставрации памятников архитектуры и садово-паркового искусства — таково творческое наследие архитектора.
В. Н. Городков являлся председателем президиума областного общества охраны памятников истории и культуры, заведовал кафедрой архитектуры Брянского технологического института. Лауреат премии им. А. К. Толстого «Серебряная лира» (1997).

## Память
3 июня 1998 года на здании Брянской областной библиотеки была установлена бронзовая мемориальная доска с барельефом В. Н. Городкова (архитектор А. А. Ковалёв, художник В. П. Кочетков, мастер-литейщик Г. Е. Хлопянников).